# Миле Димовски
Миле Алексов Димовски е югославски партизанин и деец на комунистическата съпротива във Вардарска Македония.

## Биография
Роден е на 2 август 1924 година в село Канино. През 1942 година влиза в редиците на СКОЮ. Същата година е арестуван и хвърлен в затвора. Успява да избяга от там и влиза в Битолско-преспанския партизански отряд „Даме Груев“. Убит е през 1944 година в местността Беджак във Велушката планина от контрачетници.